# Laragh
Laragh (irisch An Láithreach; dt.: „Ort der Ruine“) ist eine Stadt im County Wicklow im Osten der Republik Irland. Die Einwohnerzahl Laraghs wurde bei der Volkszählung 2022 mit 445 Personen ermittelt, womit sich die Einwohnerzahl seit 1991 nahezu verdoppelt hat.

## Lage

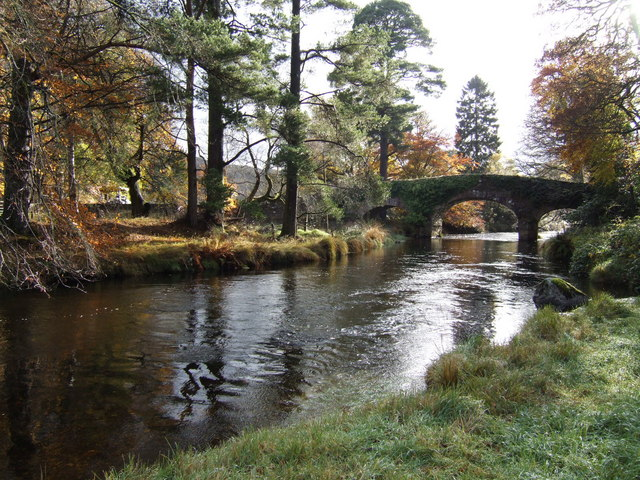
Glendassan River und die Derrybawn Bridge

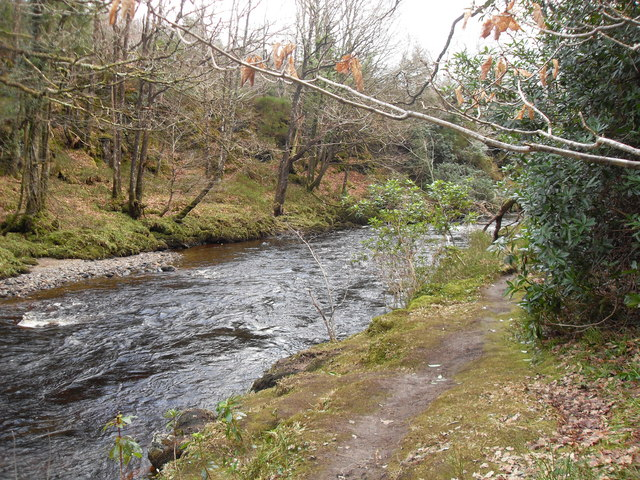
Glenmacnass River

Laragh liegt etwa 25 Kilometer westnordwestlich von Wicklow am Kreuzungspunkt mehrerer Straßen an den Wicklow Mountains. Es steht im Schatten der nahegelegenen Ortschaft Glendalough. Die R115 führt die Berge hinaus zu Sally Gap, die R756 nach Glendalough, die R755 nach Roundwood und Rathdrum. In den Fluss Avonmore fließen hier die Flüsse Glendasan und Glenmacnass.

## Sehenswürdigkeiten
- Stromschnellen von Jacksons Falls
- Bullaun von Drummin
- anglikanische Johanniskirche
- katholische Kevinskirche

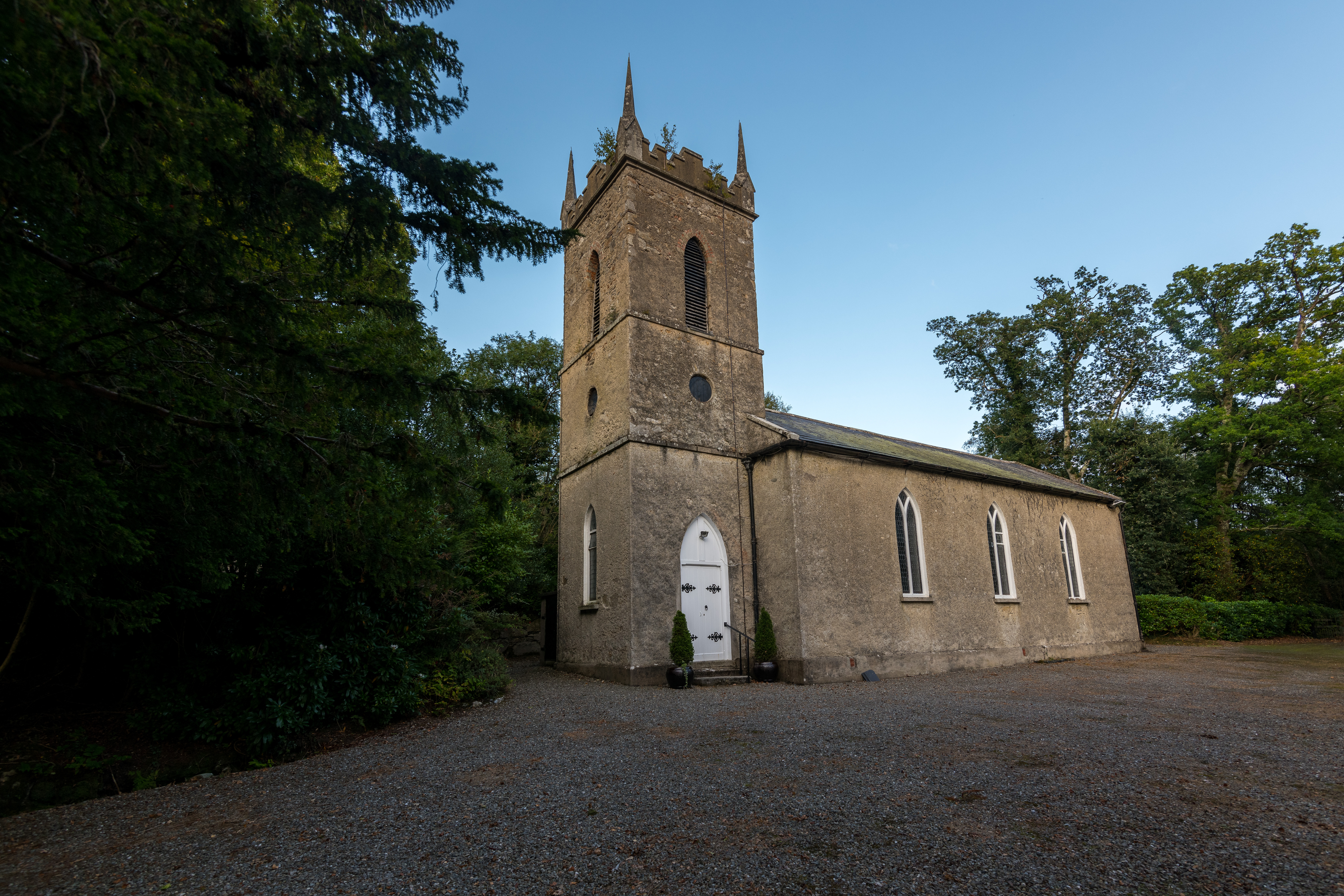
Johanniskirche
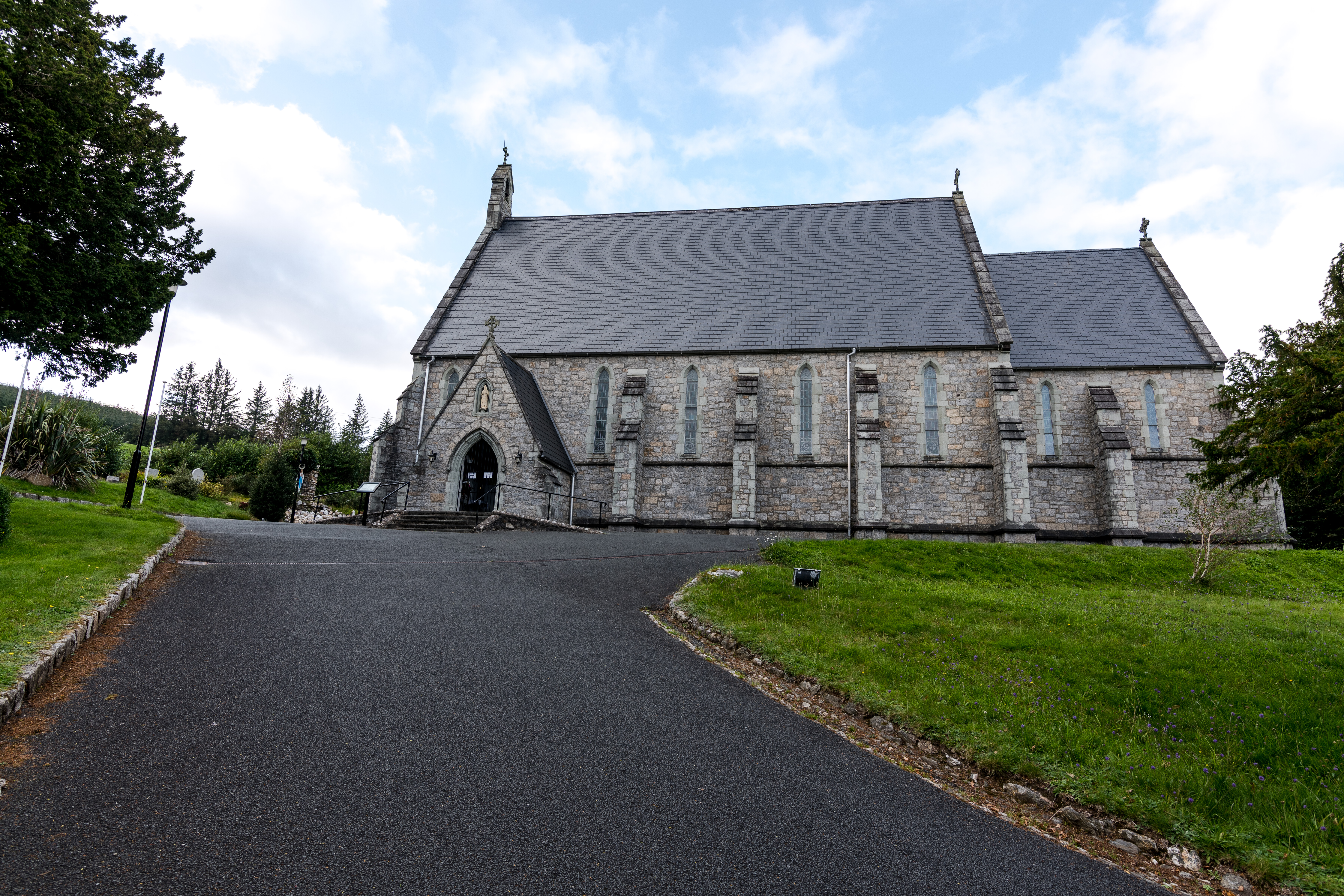
Kevinskirche

## Persönlichkeiten
- Evelyn Booth (1897–1988), Botanikerin
- Seán Brady (* 1939), Kardinal, Erzbischof von Armagh (1996–2014)
- Pat Casey (* 1962), Politiker der Fianna Fáil

## Partnerschaft
Mit der tschechischen Ortschaft Otročiněves besteht eine Partnerschaft. 